# Pachnodium canum
Pachnodium canum är en svampart som beskrevs av H.P. Upadhyay & W.B. Kendr. 1975. Pachnodium canum ingår i släktet Pachnodium och familjen Ophiostomataceae.   Inga underarter finns listade i Catalogue of Life.